# Bulbophyllum radicans
Bulbophyllum radicans é uma espécie de orquídea (família Orchidaceae) pertencente ao gênero Bulbophyllum. Foi descrita por Frederick Manson Bailey em 1897.